# Lijn 6 (metro van Shanghai)
Lijn 6 is een lijn van de metro van Shanghai. De lijn is geopend op 29 december 2007. Ze gaat in noord-zuidelijke richting en staat ook bekend als Pudong lightrail, omdat deze vrijwel geheel in Pudong ligt. De lijn wordt bediend door Shanghai Modern Rail Transit Co. De rit tussen beide eindpunten duurt 1 uur en 10 minuten. 

## Overzicht
Lijn 6 werd geopend op 29 december 2007. De initiële set van 21 treinen met ieder vier rijtuigen, was gemaakt door Shanghai Electric en Alstom. Net als bij de Lexington Avenue Line in New York werd de capaciteit algauw overschreden door het aantal passagiers. Dit maakte het netwerk drastisch langzamer. De keuze om voor treinen en spoor te kiezen die niet aansluiten op de bestaande lijnen, maakte het verbeteren van de faciliteiten moeilijker. Nadat men erachter kwam dat er grove rekenfouten werden gemaakt, had de gemeenteraad toegezegd dat er nieuwe treinen en kortere wachttijden zouden komen. In 2009 en 2010 werden 29 bijkomende treinstellen geleverd. Toch ging lijn 6 nog altijd gebukt onder enorme drukte en vertragingen, vooral tijdens de spitsuren. De ontsluiting van het noorden van Pudong via de oostelijke stations van lijn 12 biedt sinds de opening in 2013 wel een alternatieve reisroute en wordt als ontlasting voorgesteld.